# Niilo Hämäläinen

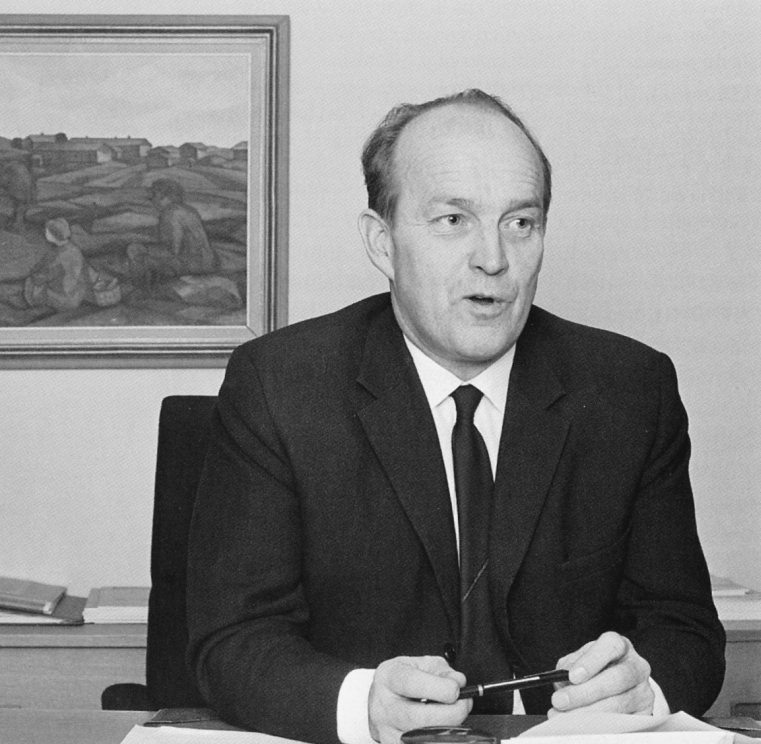
Niilo Hämäläinen år 1969.

Niilo Eemeli Hämäläinen, född 7 juli 1922 i Viitasaari, död 21 oktober 2001 i Helsingfors, var en finländsk fackföreningsledare.
Hämäläinen, som ursprungligen var skogsarbetare, var socialdemokratisk partifunktionär 1947–1948 och tjänstgjorde därefter inom Landsbygdens arbetarförbund (ordförande från 1959) fram till 1966, då han valdes till ordförande för Finlands Fackföreningars Centralförbund (FFC). Han ledde de årslånga förhandlingar som 1969 ledde fram till enandet av fackföreningsrörelsen och blev ordförande även i det nya FFC.
Hämäläinen var i slutet av 1960-talet en av initiativtagarna till de så kallade inkomstpolitiska helhetsuppgörelserna, som fick avgörande betydelse under de följande decennierna. Han var verkställande direktör för Konsumtionsandelslagens centralförbund 1974–1985 och representerade socialdemokraterna i Finlands riksdag 1979–1983. Han utgav böckerna Eheytyksen vuodet (1975), om processen som ledde fram till fackföreningsrörelsens enande, och Linjojen välistä (1975), essäer om fackliga frågor. Han blev politices hedersdoktor 1970.